# Coreca
Coreca és un barri del municipi italià d'Amantea, a la regió de Calàbria i a la província de Cosenza. L'any 2017 tenia 700 habitants.

## Barris
El 2017 Coreca es divideix en els següents barris (en italià):
| - Formiciche - Giascogne (en dialecto local Juascugnu) - Grotte (en dialecto local "i Grutti") | - La Pietra (en dialecto local a Petraja) - Marinella (desde 2011) - Oliva (desde 2011) | - Stritture (perteneciente a Campora San Giovanni entre 2008 y 2011) - Salto da Zita - Scogliera |